# Barbus pergamonensis
Barbus pergamonensis е вид лъчеперка от семейство Шаранови (Cyprinidae). Видът не е застрашен от изчезване.

## Разпространение и местообитание
Разпространен е в Гърция и Турция.
Обитава сладководни басейни, крайбрежия, реки и потоци.

## Описание
На дължина достигат до 17 cm.
Популацията на вида е намаляваща.